# Björk Guðmundsdóttir & Tríó Guðmundar Ingólfssonar
Björk Guðmundsdóttir & Tríó Guðmundar Ingólfssonar fue un grupo islandés de jazz y música bebop.
El grupo estaba integrado por la cantante y compositora Björk Guðmundsdóttir (quien en ese momento se encontraba en el grupo The Sugarcubes), el pianista Guðmundur Ingólfsson, el baterista Guðmundur Steingrímsson (conocido como “Papa Jazz”) y Þórður Högnason en contrabajo.

La formación del grupo se dio después de que Ingólfsson y Björk actuaran juntos en 1987 en el Hotel Borg, en Reikiavik.
El grupo tuvo un solo lanzamiento a finales de 1990 titulado Gling-Gló, el cual salió a través de la discográfica Smekkleysa en Islandia y más tarde a través de One Little Indian en el Reino Unido.

El álbum fue grabado en vivo en sólo dos días y estaba integrado por temas islandeses de jazz y tres versiones: “Ruby Baby”, de Leiber y Stoller y los estándares de jazz: “I Can’t Help Loving that Man” (de Oscar Hammerstein II y Jerome Kern) y “Þad Sést Ekki Sætari Mey” (versión en islandés de "You Can't Get A Man With A Gun"), adaptación de Irving Berlin.
El álbum logró el disco de platino en Islandia y posteriormente hubo algunas grabaciones informales en vivo a medida que el grupo realizaba distintas presentaciones, pero en 1992, Guðmundur Ingolfsson fallece de cáncer y la banda se desintegró.
Más tarde, Björk volvería el mismo año a grabar el último álbum con los Sugarcubes: Stick Around For Joy, y a partir de 1993 comenzó con su carrera solista.

## Discografía
- 1990 - Gling-Gló (Smekkleysa/One Little Indian)

## Muestras MP3 del álbumGling-Gló
- “Luktar Gvendur”
- “Ég Veit Ei Hvað Skal Segja”
- “Ruby Baby”

## Muestras MP3 de presentaciones de la banda
- “Misty”
- “Cry Me A River”